# Мавзолей Зубайді (Багдад)
Мавзолей Зубайді (інший варіант назви Мечеть Зумруд-хатун, араб. جامع زمرد خاتون‎) - унікальне архітектурне творіння першої половини XIII століття, що збереглося ще з часів кінця епохи халіфату й вважається одним з рідкісних зразків ісламської середньовічної похоронної архітектури . Являє собою цегляну гробницю та розташований на великому цвинтарі в історичній частині Багдада в Іраку.

## Історія
Цей мавзолей народний поголос приписує арабській принцесі з династії Аббасидів Зубайді (Амат аль-Азиз Умм аль-Вахід Умм Джафар Зубейда (Зубайда) бінт Джафар), улюбленій дружині великого халіфа Гаруна ар-Рашида (Абу Джафар Гарун ібн Мухаммад).
Ця жінка славилася своєю надмірною релігійністю і щедрістю душі. Саме завдяки їй були побудовані водойми і караван-сараї для караванів, що подорожували в Мекку
.
Її лик був викарбуваний на рідкісній монеті дирхем, датованій 195 роком Хіджри (810/811 рік), коли Зубайда відзначала свій п'ятдесятирічний ювілей .
Але вона померла приблизно за 400 років до споруди цієї усипальниці та була похована на заснованому Аль-Мансуром кладовищі халіфів-курайшитів.
Насправді мавзолей заснувала, приблизно у 1193 році, Зумруд-хатун (пом. 1202) - дружина аббасидського халіфа аль-Мустаді та мати його наступника і сина, халіфа ан-Насира (1180-1225 рр.)
.

## Архітектура
Споруда має виразну форму стрункого восьмигранника з високим конічним шатром-пірамідою. Шатро складене спадаючими догори рядами рельєфних випуклих чарунок-ниш (мукарн), які заповнюють проміжки між розставленими в шаховому порядку гострокутними сходами конструкцій перекриттів, що утворює всередині сталактитове склепіння. У кожній чарунці є невеликий отвір, через який світло проникає всередину і створює яскравий ефект, нагадуючи зіркове небо.
Проте, в основі цієї чудової картини лежить суворий математичний розрахунок і принцип креслення складних композицій з простих геометричних фігур.
І восьмипроменева зірка в зеніті шатра, і його восьмигранна основа, і план восьмигранника усипальниці накреслені шляхом побудови із загального центру двох однакових квадратів, суміщених під кутом 45 градусів.

Два десятиліття потому у Багдаді на східному березі Тигра було зведено подібну споруду на честь суфійського шейха Абу Хафс Умара ас-Сухраварді (1145-1234 р.р.).

## Варіанти назв
Ця споруда має ще декілька варіантів назв. Вона одночасно вважається і мавзолеєм і мечеттю. 
Назви варіанту "Мечеть": Мечеть Аль-Хафафін, Мечеть аль-Хазаір.
Назви варіанту "Мавзолей": Могила Ситта Зубайді, Гробниця Ситта Зубайді, Мавзолей Зумруд-хатун.